# Klebinho
Kléber Augusto Caetano Leite Filho, oder einfach Klebinho (* 2. August 1998 in Rio de Janeiro), ist ein brasilianischer Fußballspieler.

## Karriere

### Verein
Das Fußballspielen erlernte Klebinho in der Jugendmannschaft von Flamengo Rio de Janeiro in Rio de Janeiro. Hier unterschrieb er 2017 auch seinen ersten Profivertrag. 2017 wurde er Zweiter der Copa do Brasil, 2018 wurde er Vizemeister der Campeonato Brasileiro de Futebol. Im August 2019 wechselte er auf Leihbasis nach Japan, wo er sich Tokyo Verdy anschloss. Der Club aus der Präfektur Tokio spielte in der zweithöchsten Liga des Landes, der J2 League. Für Verdy absolvierte er 32 Zweitligaspiele. Nach der Ausleihe kehrte er im Januar 2021 zu Flamengo zurück. Nachdem in der Kaderplanung für die Saison keine Rolle gespielt hatte, wurde Klebinho Ende Mai an Cruzeiro Belo Horizonte bis zum Ende der Série B 2021 Ende November ausgeliehen. Das Geschäft wurde im Juli des Jahres vorzeitig beendet, nachdem Flamengo sich mit Guayaquil City FC aus Ecuador über einen Transfer des Spielers einigte.

### Nationalmannschaft
Klebinho spielte von 2014 bis 2015 elfmal in der brasilianischen U-17-Nationalmannschaft. 2015 gewann der mit dem Team die U-17-Fußball-Südamerikameisterschaft.

## Erfolge
Brasilien U17
- U-17-Fußball-Südamerikameisterschaft: 2015